# Bio (Lot)
Bio ist eine französische Gemeinde mit 343 Einwohnern (Stand 1. Januar 2022) im Département Lot in der Region Okzitanien (vor 2016: Midi-Pyrénées). Die Gemeinde gehört zum Arrondissement Gourdon und zum Kanton Gramat.
Der Name der Gemeinde ist eine sprachliche Verschiebung aus dem lateinischen viola, einem Diminutiv des lateinischen Worts via (deutsch Weg, Straße). Es findet seine Verwendung im lokalen okzitanischen Wort biol (deutsch Pfad) oder im gascognischen massabio (deutsch vielbenutzte Straße). Dies weist auf die Gründung des Dorfes an einer Verbindungsstraße hin.
Die Einwohner werden Biotois und Biotoises genannt.

## Geographie
Bio liegt circa 33 Kilometer östlich von Gourdon in der historischen Provinz Quercy im Regionalen Naturpark Causses du Quercy.
Umgeben wird Bio von den sechs Nachbargemeinden:
| Lavergne | Mayrinhac-Lentour                           | Saignes |
| Gramat   | Kompassrose, die auf Nachbargemeinden zeigt | Albiac  |
|          | Issendolus                                  |         |

Bio liegt im Einzugsgebiet des Flusses Dordogne.
Der Ruisseau de Bio, ein Nebenfluss des Alzou, durchquert mit seinem Nebenfluss, dem Ruisseau de Saignes, das Gebiet der Gemeinde. Ebenso wird Bio vom Ruisseau de Lascombes, einem Nebenfluss der Ouysse, bewässert.

## Geschichte
Wie der Name der Gemeinde bereits andeutet, liegt Bio an der Kreuzung zweier früher sehr stark genutzter Straßen, die die Entwicklung des Handels förderte. Es wurde regelmäßig ein Rindermarkt veranstaltet. Andererseits nutzen Söldnergruppen die Verkehrswege zu Beutezügen. Diese standen in den Diensten des englischen oder französischen Königs. Eher Banditen als Soldaten unterstützten sie die reguläre Armee bei dem Sieg über den Feind, indem sie die Dörfer plünderten oder Burgen angriffen. Ihre Dienste waren insbesondere während des Hundertjährigen Krieges gefragt. Die Bewohner von Bio und Lavergne schlossen ein defensives Bündnis gegen die Räuber. Die Burg Palaret auf dem Gemeindegebiet wurde von diversen Parteien mehrfach genommen und zurückerobert, vor allem von großen Söldnertruppen, von denen eine sie am Ende wahrscheinlich zerstörte. Einige Unterbauten und ein tiefer Brunnen sind alles, was von der Burg übrig geblieben ist.
Im 13. Jahrhundert gehörte die Grundherrschaft der Familie Thémines. Im Jahre 1244 huldigte Gilbert de Thémines seinem König für seine Burg Palaret und seine befestigten Orte Bio und Albiac. Als die Familie Thémines ausstarb, ging die Grundherrschaft an die Familie Turenne d’Aynac. Annet de Turenne d’Aynac war Schwager und Leutnant unter Galiot de Génouillac, dem Befehlshaber der königlichen Artillerie. Nach der verlorenen Schlacht bei Pavia wurde er 1525 zusammen mit dem französischen König Franz I. gefangen genommen. Um sein Lösegeld zu bezahlen, musste er seine Ländereien und Grundherrschaften an Pierre de Lagarde, Seigneur von Saignes, verkaufen. Die Familie Lagarde konnte diese bis zur Französischen Revolution behalten.
Die Pfarrgemeinde von Bio wurde in einem Dokument von 1253 erstmals erwähnt. 1320 wird unter den Richtern von Gramat ein gewisser Ritter Bertrand de Bio angeführt. Eine Bulle von 1352 geht hervor, dass die Kirche von Bio wie die von Albiac zur Pfründe des Bischofs von Cahors gehörte. Als Folge der Auseinandersetzungen im Hundertjährigen Krieg und der Pestepidemie, die das Land von 1347 bis 1349 überzog, sanken die Einnahmen der Abtei von Leyme. Der Bischof von Cahors beschloss im Jahre 1375, die Pfarrgemeinde von Bio hat für das Einkommen der Abtei aufzukommen. 1388 gewährte Papst Clemens VII. der Abtei das Recht, den Pfarrer von Bio zu nominieren. Aus den Kapitularien des Domkapitels von Cahors geht hervor, dass der Bischof Guillem VI. d’Arpajon im Jahre 1408 die Pfarrgemeinden von Bio und Autoire zusammenführte. Bis zur Französischen Revolution waren die Pfarrgemeinden von Bio und Albiac vereinigt. Guillaume Morbot, Pfarrer von Bio seit 1780, verwarf die Ideen der Revolution und verweigerte 1790 die Annahme der Zivilverfassung des Klerus. Er entschloss sich wie viele Pfarrer, in die Schweiz auszuwandern und kehrte erst nach der Revolution nach Bio zurück. Marcel Moulènes wurde 1936 der letzte Pfarrer von Bio. Er blieb bis zu seinem Tod im Oktober 1984. Die Pfarrgemeinde ist seitdem an die von Gramat angegliedert.

## Einwohnerentwicklung
Zu Beginn der Aufzeichnungen zeigte die Einwohnerzahl einen Höchststand von rund 850. In der Folgezeit sank die Größe der Gemeinde bei kurzen Erholungsphasen bis zu den 1990er Jahren auf rund 215 Einwohner, bevor sich eine Wachstumsphase einstellte, die heute noch anhält.
| Jahr      | 1962 | 1968 | 1975 | 1982 | 1990 | 1999 | 2006 | 2011 | 2022 |
| --------- | ---- | ---- | ---- | ---- | ---- | ---- | ---- | ---- | ---- |
| Einwohner | 277  | 258  | 243  | 224  | 214  | 256  | 288  | 321  | 343  |

## PfarrkircheSaint-Hilaire

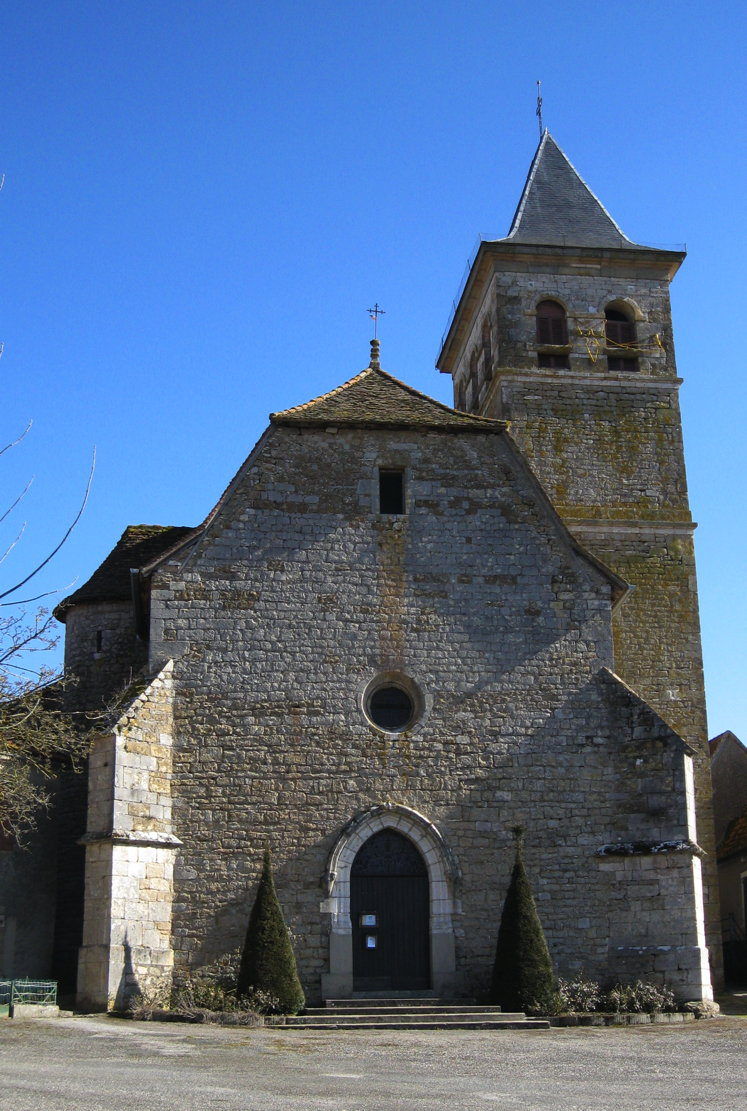
Pfarrkirche Saint-Hilaire

Die Kirche wurde nach dem Ende des Hundertjährigen Krieges, am Ende des 15. oder zu Beginn des 16. Jahrhunderts vollständig neu gebaut. Die Treppe auf der Nordseite und das hohe Dach des Langhauses, das vielleicht als Zufluchtsort gedacht war, stammen aus dieser Zeit. Einige Elemente, wie Fensterrahmen oder das Dekor von Schlusssteinen lassen auf Arbeiten in moderner Zeit schließen. Im 19. Jahrhundert wurde das Eingangsportal von der Süd- auf die Westseite versetzt. Der Glockenturm und die Sakristei sind im Jahre 1830 errichtet worden. Einige Glasfenster sind signiert und datiert mit „Saint-Blancat, Toulouse 1925“ und „Saint-Blancat, Delombre 1948“.
Das einschiffige Langhaus und der Chor formen einen großen Raum auf rechteckigem Grundriss. Das hohe Dach birgt ein großes Dachgeschoss. Der Treppenturm springt zu einem Viertel seines Durchmessers aus der Ecke heraus, die durch Langhaus und nördlicher Seitenkapelle gebildet wird. Der seitlich aus dem Gebäude emporragende Glockenturm ist aus der südlichen Seitenkapelle gebaut. Auf der Südfassade des Langhauses sind Spuren der Wandöffnung des ehemaligen Eingangsportals noch zu sehen, der Rahmen wurde beim Bau des neuen Eingangs an der Westseite wiederverwendet. Die schmalen spitzbogenförmigen Fenster haben außen eine seltene Form des Kielbogens. Die Kirche ist vollständig mit einem Kreuzrippengewölbe ausgestattet.

## Wirtschaft und Infrastruktur
Bio liegt in den Zonen AOC

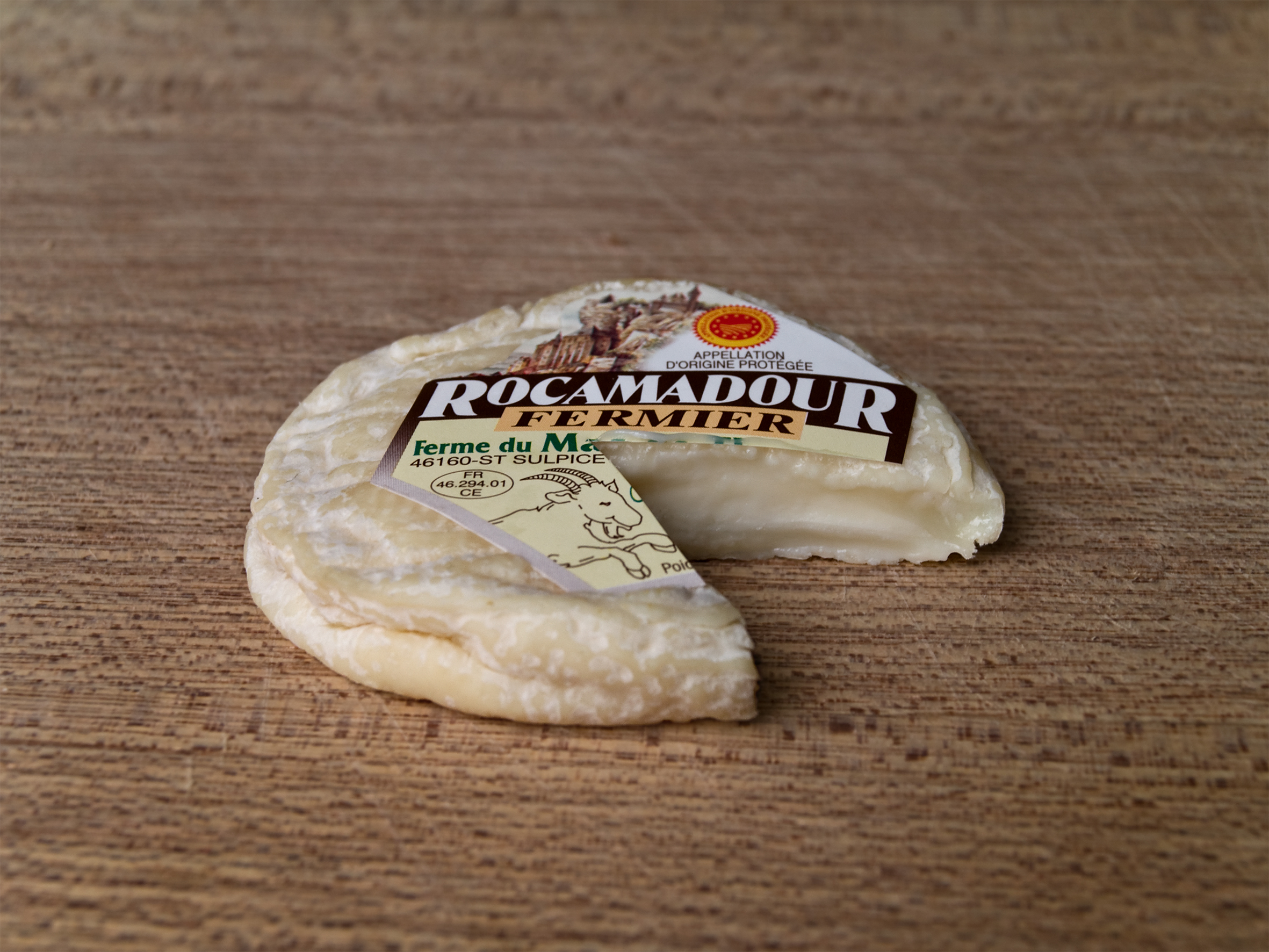
Rocamadour-Käse

- der Noix du Périgord, der Walnüsse des Périgord,
- des Nussöls des Périgord und
- des Rocamadour, eines Käses aus Ziegenmilch.[8]

### Verkehr
Bio ist erreichbar über die Routes départementales 15, 36 und 39.